# Santa Barbara Beach
Santa Barbara Beach är en strand i Curaçao. Den ligger i den sydöstra delen av landet, 10 kilometer sydost om huvudstaden Willemstad.
Området tillhör ett gruvföretag som tidigare drev en fosfatgruva i närheten. Stranden är tillgänglig för allmänheten. I närheten ligger Curacao Underwater Beach Park.